# Karl Wilhelm Feuerbach
Karl Wilhelm von Feuerbach (Jena, Sacro Império Romano-Germânico, 30 de maio de 1800 – Erlangen, 12 de março de 1834) foi um geômetra alemão, filho do acadêmico jurídico Paul Johann Anselm von Feuerbach e irmão do filósofo Ludwig Feuerbach. Após obter um doutorado aos 22 anos de idade, tornou-se professor de matemática no ginásio de Erlangen. Em 1822 escreveu um pequeno livro sobre matemática, conhecido principalmente por um teorema sobre o círculo de nove pontos, atualmente conhecido como ponto de Feuerbach. Em 1827 introduziu coordenadas homogêneas, independentemente de August Ferdinand Möbius.

## Obras
- Eigenschaften einiger merkwürdigen Punkte des geradlinigen Dreiecks und mehrerer durch sie bestimmten Linien und Figuren. Eine analytisch-trigonometrische Abhandlung Monograph ed. , Nürnberg: Wiessner, 1822. online book no Google Livros ("Properties of some special points in the plane of a triangle, MIYand various lines and figures determined by these points: an analytic-trigonometric treatment")
- Grundriss zu analytischen Untersuchungen der dreyeckigen Pyramide ("Foundations of the analytic theory of the triangular pyramid")